# Pie-IX (métro de Montréal)
Pour les articles homonymes, voir Pie IX (homonymie).
Pie-IX est une station sur la ligne verte du métro de Montréal située dans l'arrondissement Mercier–Hochelaga-Maisonneuve. La station possède également une connexion avec le Stade Olympique. Elle fut inaugurée le 6 juin 1976, lors du prolongement de la ligne verte jusqu'à Honoré-Beaugrand.

## Origine du nom
Le nom de la station vient de celui du pape Pie IX. Il a été le 253e pape, de 1846 à 1878 et du Boulevard Pie-IX.

## Travaux d'accessibilité
Entre octobre 2020 et décembre 2022, la STM entame des travaux majeurs à la station Pie-IX, incluant l'installation de 4 ascenseurs, l'agrandissement des édicules principal et secondaire, l'élargissement du corridor souterrain et la construction d'un escalier fixe supplémentaire à l'édicule secondaire, le remplacement du système d'étanchéité qui recouvre le toit souterrain de la station, la bonification de l'éclairage, l'implantation de la nouvelle signalétique, l'ajout de portes-papillon motorisées, le réaménagement et l'ajout de locaux techniques, et l'ajout de puits de ventilation naturelle. Les travaux sont réalisés au coût de 81 M$, en même temps que le projet du SRB sur Pie-IX. Les quatre ascenseurs de la station ont été mis en service le 14 novembre 2022, et la station Pie-IX est devenue la 22e station accessible aux fauteuils roulants.

## Lignes d'autobus
| Numéros | Noms                 | Service |
| ------- | -------------------- | ------- |
| 97      | Avenue-du-Mont-Royal | De Jour |
| 139     | Pie-IX               | De Jour |
| 355     | Pie-IX               | De Nuit |
| 439     | SRB Pie-IX           | De Jour |

## Édicules
- Édicule A: 2705, boul. Pie-IX. Cet édicule comporte trois sorties. Une vers le Boulevard Pie-IX, une vers le coin des Rues Pie-IX et Pierre-de-Coubertin et la dernière mène vers les Jardineries et l'Esplanade du Stade Olympiques. Une station de BiXi, des vélos en libre-service, se trouve à proximité proche de la rue Desjardins.
- Édicule B: 2700, boul. Pie-IX. Cet édicule comporte deux sorties. Une vers le Boulevard Pie-IX et l'autre vers la Rue Pierre-de-Coubertin.

Un tunnel relis la mezzanine de la station au Stade Olympique de Montréal.
Les deux édicules contient un ascenseur pour permettre les personnes à mobilités réduites de rejoindre la mezzanine.

## Principales intersections à proximité
- Boulevard Pie-IX / av. Pierre-de-Coubertin

## Centres d'intérêt à proximité
- Stade olympique de Montréal
- Stade Saputo

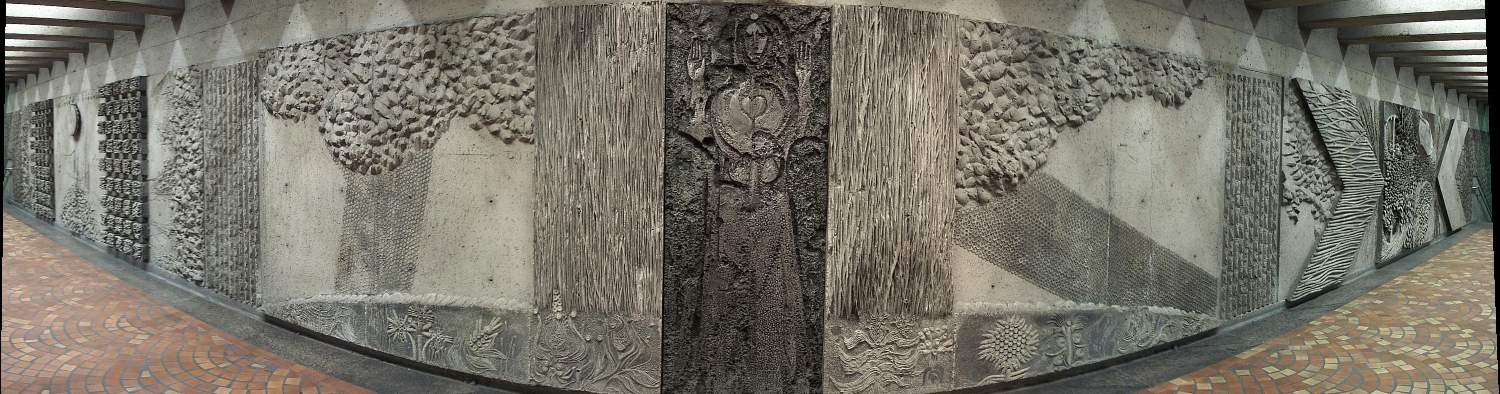
Citius, Altius, Fortius, relief de Jordi Bonet

- Régie des installations olympiques (RIO)
- Regroupement Loisirs Québec
- Jardin botanique de Montréal
- Biodôme de Montréal
- Château Dufresne - Musée Dufresne-Nincheri
- Hôpital St-Albert-le-Grand
- Collège de Maisonneuve
- Centre Irénée-Lussier
- Planétarium de Montréal

## Perspectives
Dans le cadre du plan de prolongement de la ligne bleue vers l'est, une nouvelle station située à l'intersection de la rue Jean-Talon et du boulevard Pie-IX prendra, provisoirement,  le nom de Boulevard. La station présentement localisée sur la ligne verte gardera son nom actuel de Pie-IX.